# Glypta utahensis
Glypta utahensis là một loài tò vò trong họ Ichneumonidae.